# Głębiec (dopływ Wisły)
Głębiec – niewielki potok w Beskidzie Śląskim w Ustroniu, prawobrzeżny dopływ Wisły. Długość ok. 2,1 km.

## Charakterystyka
Źródła potoku znajdują się na zachodnich zboczach Lipowskiego Gronia na wysokości ok. 560 m n.p.m. Spływa początkowo w kierunku północno-zachodnim głęboką dolinką, generalnie terenem leśnym. W rejonie mostu w ciągu ul. Leśnej, prowadzącej z Ustronia Zawodzia do Lipowca, skręca ku zachodowi. Płynie teraz wśród luźno rozrzuconej zabudowy, lokalnie głębokim na kilka metrów, zadrzewionym wąwozikiem, po czym na wysokości ok. 336 m n.p.m. uchodzi z prawej strony do Wisły.
W dolince potoku, w lesie na wysokości 449,5 m n.p.m., znajduje się Źródło Karola, znane od dawna z dobroczynnych właściwości swojej wody.